# Maurienne
De Maurienne (Arpitaans: Môrièna; Italiaans: Moriana) is een vallei in het bergachtige departement Savoie, gelegen in het zuidoosten van Frankrijk. De Maurienne is tevens een historische provincie van het voormalige hertogdom Savoye, met Saint-Jean-de-Maurienne als haar hoofdstad. De inwoners van de vallei worden Mauriennais genoemd.

## Geografie
De vallei loopt van de oorsprong van de rivier de Arc, aan de zuidkant van de Col de l'Iséran, tot aan Albertville, alwaar de Arc in de Isère stroomt.

De grootste stad in de omgeving is Saint-Jean-de-Maurienne.
De vallei is van groot economisch belang omwille van de autosnelweg richting Italië. Via Saint-Jean-de-Maurienne en Saint-Michel-de-Maurienne gaat deze in Modane de bergen onder in de Fréjustunnel naar Bardonecchia in Italië. De tunnel verving de moeilijke bergpas via de Col du Mont Cenis even verderop in het Mauriennedal nabij Lanslebourg-Lanslevillard.
Men kan de vallei in drie delen onderscheiden: Basse Maurienne (Laag Maurienne), Moyenne Maurienne (Midden Maurienne) en Haute Maurienne (Hoog Maurienne). Deze namen verwijzen naar de geografische hoogten.

## Geschiedenis
De regio telt talrijke sporen van menselijke bewoning sinds het Paleolithicum. In de periode 915-918 voerden moslimtroepen uit Al-Andalus raids uit op onder meer Maurienne.

## Heraldiek

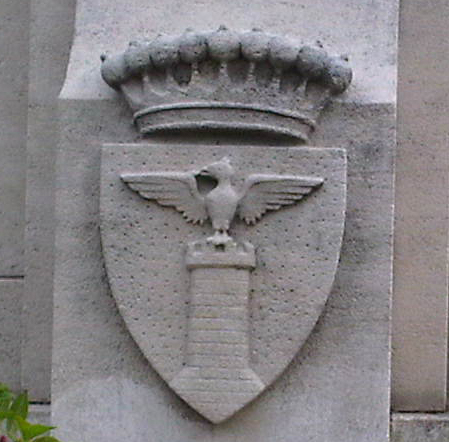
Wapen van Maurienne.

Het wapen van Maurienne toont een gouden schild, een rode burcht en een zwarte adelaar, met een gouden antieke kroon boven de kop.

## Toerisme
Het dal is verder afhankelijk van het toerisme. Er zijn verschillende skigebieden te vinden zoals Les Sybelles, Valloire, Valmeinier, Les Karellis, Valfréjus, La Norma, Aussois, Termignon, Val Cenis, Bonneval-sur-Arc. In Bessans kan men langlaufen. Tevens is het dal een goed uitgangspunt voor berg- en toerskitochten in het Parc National de la Vanoise.

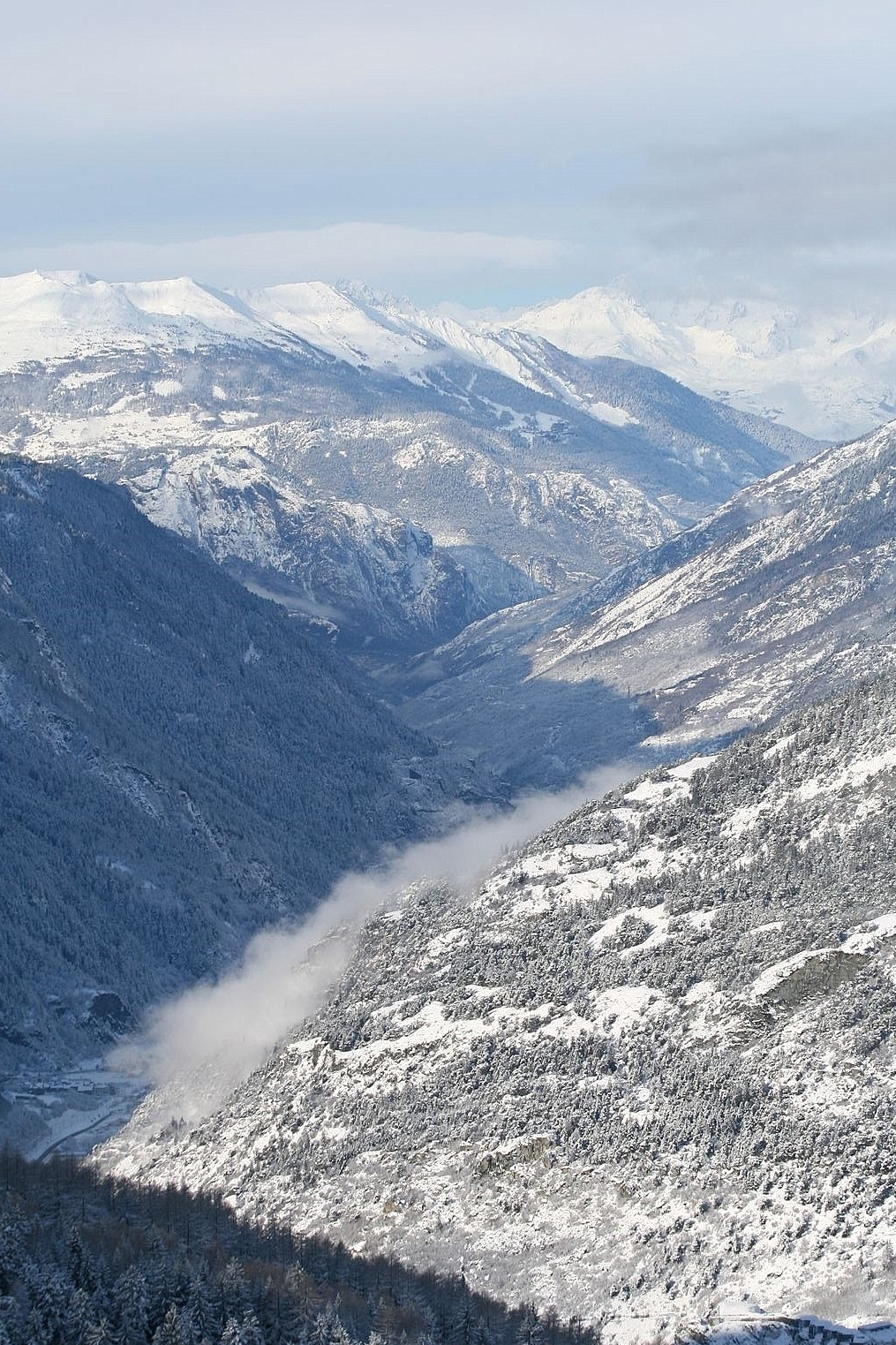
Dal van de Maurienne vanuit La Norma.

## Taal
In de Maurienne spreekt men voornamelijk Frans en Arpitaans. Oorspronkelijk was Arpitaans de taal van het volk, voordat het Frans zijn intrede maakte in het gebied. Het Arpitaans is afkomstig uit het Volkslatijn en verschilt aanzienlijk van het Frans en Italiaans. De taal wordt ook Mauriennees genoemd. De term « Mauriennees » is feitelijk een verzamelnaam voor alle Mauriennese taalvarianten binnen de Arpitaanse taalgroep. Bekende varianten zijn het patois van Bessans, Bonneval-sur-Arc, Saint-Martin-de-la-Porte, Saint-Colomban-des-Villards of Valloire.

## Belangrijke steden
- Laag Maurienne:
  - Aiguebelle
- Midden Maurienne:
  - Saint-Jean-de-Maurienne
  - Saint-Michel-de-Maurienne
  - Modane
- Hoog Maurienne:
  - Aussois
  - Bramans
  - Lanslebourg-Mont-Cenis

## Bekende (oud-)inwoners
- Henri Falcoz, politicus.
- Joseph Opinel, uitvinder van het Opinel-zakmes.
- Kamel Belghazi, acteur.
- Jean-Pierre Vidal, skiër.
- Damien Saez, zanger en tekstschrijver.
- Giuseppe Farina, Formule-1 coureur.